# Ольга Шульгіна-Москаленко
О́льга Шульгіна́-Москале́нко (нар. 12 серпня 1980, Тирасполь, Молдавська РСР, СРСР) — українська режисерка і сценаристка кіно.

## Життєпис
Народилася в родині інженерів. У дитячому віці почала писати вірші, поеми, казки, оповідання та збирала багато історій.
Після закінчення школи вступила до Запорізького університету, де провчилась три роки на психолога. Переїхала до Києва, закінчила Київський національний університет театру, кіно і телебачення імені Івана Карпенка-Карого (факультет кінорежисури).

## Фільмографія

### Режисерські роботи
- 2004 — Одиночка (короткометражний).
- 2005 — Вихідний день (короткометражний).
- 2007 — Будинок без балконів (короткометражний).
- 2010 — Врятуй і збережи (короткометражний).

### Сценарії
- 2007 — Позаземний.
- 2007 — Якщо ти мене чуєш.
- 2008 — Пара гнідих.
- 2009 — Про кохання.
- 2009—2010 — За законом.
- 2010 — Хроніки зради.
- 2010 — Врятуй і збережи (короткометражний).

## Нагороди
- 3-й Міжнародний фестиваль «Золота пектораль» (2012): диплом «За високе етичне послання» (за короткометражну драму «Врятуй і збережи»).[1]